# Richard Lizurey
Richard Lizurey, né le 5 novembre 1958 à Colmar, est un militaire français. Général d'armée, il est directeur général de la Gendarmerie nationale du 1er septembre 2016 au 31 octobre 2019, après en avoir été le major général du 1er mai 2012 au 31 août 2016.

## Biographie

### Formation
D'abord élève du lycée militaire d'Autun de 1973 à 1978, Richard Lizurey entre ensuite à l’École spéciale militaire de Saint-Cyr (promotion Général Rollet, 1978-1980). À sa sortie, il choisit la Gendarmerie et intègre l’École des officiers de la Gendarmerie nationale de Melun.

### Carrière militaire
Richard Lizurey est affecté comme lieutenant au commandement d'un peloton de l’escadron de sécurité de Berlin en 1981. De 1985 à 1988, il commande l’escadron de gendarmerie mobile de Troyes. Cette affectation le conduit à être prépositionné en Nouvelle-Calédonie au moment de la prise d'otages d'Ouvéa en avril-mai 1988. Il est ensuite cadre professeur à l'École des officiers de la Gendarmerie nationale (1988-1991).
De 1991 à 1994, il dirige la compagnie de gendarmerie départementale d'Aubagne, avant de rejoindre le cabinet du directeur général de la gendarmerie nationale comme chargé de mission pour deux ans (1994-1996). 
Promu lieutenant-colonel à compter du 1er janvier 1997, il devient adjoint au chef de la cellule Gendarmerie du cabinet du ministre de la Défense. Affecté au groupement des opérations extérieures, il enchaîne ensuite deux affectations à l'international : conseiller technique auprès de la gendarmerie royale khmère au Cambodge (1999) et conseiller juridique au Kosovo (2000).
Richard Lizurey est ensuite commandant du groupement de gendarmerie départementale de Haute-Garonne (2000-2003). Le 21 septembre 2001, il intervient avec ses hommes sur le site de l'explosion de l'usine AZF de Toulouse. Promu colonel le 1er mai 2002, il devient chef du bureau des affaires générales au cabinet du directeur général de la gendarmerie nationale l'année suivante. De 2005 à 2006, il est auditeur de l'Institut national des hautes études de sécurité (17e session nationale) et, de 2006 à 2007, de l'Institut des hautes études de défense nationale (59e session nationale).
Le 1er août 2007, il est promu général de brigade et nommé commandant de la région de gendarmerie de Corse. De 2009 à 2012, il est affecté au cabinet du ministre de l’Intérieur, d'abord comme conseiller chargé de la sécurité de Brice Hortefeux (2009-2011),,, puis comme conseiller gendarmerie de Claude Guéant (2011-2012). Il est également chargé de mission auprès du directeur général de la Gendarmerie nationale du 8 au 29 juillet 2009,. En 2011, il est successivement promu général de division (1er mars) et général de corps d'armée (1er août).
Le 1er mai 2012, il quitte le cabinet du ministre de l'Intérieur et devient major général de la Gendarmerie nationale.

### Directeur général de la Gendarmerie nationale
Le 19 juillet 2016, Richard Lizurey est nommé en conseil des ministres directeur général de la Gendarmerie nationale et élevé aux rang et appellation de général d'armée à compter du 1er septembre 2016,,. Le premier ministre Manuel Valls avait annoncé cette décision dès le 30 juin 2016,. Il succède au général d'armée Denis Favier.
Richard Lizurey lance la « modernisation de l'institution », notamment par la création d'une mission numérique en 2017. Il s'attache également à améliorer les conditions de travail des gendarmes,,.  C'est aussi sous son commandement qu'a lieu l'attentat de Trèbes du 23 mars 2018 et le sacrifice d'Arnaud Beltrame.  
Il est également chargé des opérations d'évacuation de la ZAD de Notre-Dame-des-Landes, qui débutent le 9 avril 2018. Son objectif est que « le niveau de violence, et le niveau des dégâts collatéraux soient les moins élevés possibles »,,. Les moyens matériel et humain engagés sont très importants (1500 gendarmes en avril, jusqu'à 2500 en mai, 11.000 grenades tirées). L'opération est une réussite, en dépit de plusieurs blessés parmi les gendarmes et les manifestants. 
Il est cité dans l'affaire Benalla, car il est à l'origine de l'intégration d'Alexandre Benalla dans la réserve opérationnelle « spécialiste » de la Gendarmerie avec le grade de lieutenant-colonel (Benalla est alors âgé de 26 ans), décision qu'il déclare ne pas regretter.
Le 31 octobre 2018, il est prolongé d'un an. Son adieu aux armes a lieu le 15 octobre 2019, dans la cour d'honneur des Invalides, en présence des ministres Florence Parly et Christophe Castaner, du secrétaire d'état Laurent Nuñez, des ex-ministres Brice Hortefeux et Bernard Cazeneuve et de six anciens DGGN,. Au cours de la cérémonie, il est élevé à la dignité de grand officier de l'ordre national de la Légion d'honneur.
Son successeur est le général d'armée Christian Rodriguez, nommé à compter du 1er novembre 2019.

### Carrière dans le milieu civil

#### Pandémie de maladie à coronavirus de 2020
Dans le cadre de la pandémie de maladie à coronavirus, le Premier ministre Édouard Philippe charge le général Richard Lizurey d’une mission d’évaluation de l’organisation interministérielle de la gestion de crise du Covid-19.

#### Adjoint au maire de Chartres
En décembre 2020, déjà conseiller municipal, Richard Lizurey est élu 8e adjoint au maire de Chartres, Jean-Pierre Gorges, chargé de la « sécurité et de la tranquillité publique ». Il est également nommé vice-président délégué de la communauté d'agglomération Chartres Métropole.

## Grades militaires
- 1er janvier 1997 : lieutenant-colonel[4].
- 1er mai 2002 : colonel[5].
- 1er août 2007 : général de brigade[8].
- 1er mars 2011 : général de division[14].
- 1er août 2011 : général de corps d'armée[15].
- 1er septembre 2016 : général d'armée[18].

## Décorations
|  |  |  |  |  |  |
|  |  |  |  |  |  |
|  |  |  |  |  |  |
|  |  |  |  |  |  |

### Intitulés
- Grand officier de la Légion d'honneur en 2019[42] (commandeur en 2016[43], officier en 2014[44], chevalier en 2004[45]).
- Officier de l'ordre national du Mérite en 2007[46] (chevalier en 1996[47]).
- Médaille de la Gendarmerie nationale, palme de bronze.
- Médaille de la Défense nationale, échelon bronze.
- Médaille de la sécurité intérieure, or[48].
- Médaille de reconnaissance de la Nation.
- Médaille commémorative française.
- Médaille d’or de l’Administration pénitentiaire.
- Médaille de l'OTAN pour le Kosovo.
- Grand-croix de l'ordre du mérite de la Garde Civile (es) (2017)[49].

## Publications
- Richard Lizurey, Gendarmerie nationale : les soldats de la loi, Presses Universitaires de France, coll. « Questions judiciaires », 2006  (ISBN 9782130550921)
- Hubert Haenel, René Pichon et Richard Lizurey, La Gendarmerie, Presses Universitaires de France, coll. « Que sais-je » n°2143, 1999, 3e édition (1re édition 1983 par Hubert Haenel et René Pichon,  2e édition 1996 par Hubert Haenel, Richard Lizurey et René Pichon  (ISBN 9782130474579))
- Richard Lizurey (dir.) et Pascal Estève (dir.), La Gendarmerie pour les nuls, First, coll. « Pour les Nuls », 2018,  (ISBN 2412033897)

## Sources et liens externes
Les informations biographiques sans appel de note sont basées sur les sources ci-dessous :
- Biographie sur le site de la Gendarmerie nationale ;
- Biographie sur le site dde l'Association d'Aide aux Membres & Familles de la Gendarmerie (AAMFG) ;
- Biographie sur le site de l'Association des enfants de troupes (AET).